# 나쁜 이웃들
《나쁜 이웃들》(영어: Neighbors 혹은 영어: Bad Neighbours)은 2014년 공개된 미국의 브로맨스 코미디 영화이다. 니컬러스 스톨러가 연출하고, 세스 로건, 잭 에프론, 로즈 번, 데이브 프랭코, 크리스토퍼 민츠플라스 등이 출연하였다.
2016년 속편 《나쁜 이웃들 2》이 개봉했다.

## 줄거리
내 집 마련의 꿈을 이룬 신혼 부부 맥(세스 로건 분)과 켈리(로즈 번 분)는 갓 태어난 아기와 함께 깔끔하고 조용한 주택가 마을로 이사를 한다.
마냥 행복해하던 이들의 기쁨도 잠시, 옆집에 50명의 섹시 가이들이 새로 이사를 오게 되는데, 그들은 바로 대학교 남학생 사교 모임이자 파티 클럽인 ‘델타 사이’. 이들은 조용히 해달라는 맥과 켈리 부부를 끌어들이기 위해 하우스 파티에 초대하고, 계략을 눈치 채지 못한 맥과 켈리 부부는 이들과 함께 진탕 신나게 놀고 난 후 평화 협상을 맺고 집으로 돌아온다.
그러나 계속 이어지는 파티 소음과 난장판에 맥과 켈리 부부는 급기야 경찰에 신고도 해 보지만 이도 통하지 않는다. 이후 평화롭고 행복한 가정을 지키기 위한 부부의 고군분투가 시작된다.

## 출연진
- 세스 로건 - 맥 래드너 역
- 잭 에프론 - 테디 샌더스 역
- 로즈 번 - 켈리 래드너 역
- 크리스토퍼 민츠플라스 - 스쿠니 스코필드 역
- 데이브 프랭코 - 피트 레거졸리 역
- 아이크 배린홀츠 - 지미 블레빈스 역
- 칼라 갤로 - 폴라 펠트블레빈스 역
- 저로드 카마이클 - 가필드 “가프” 슬레이드 역
- 크레이그 로버츠 - 게리 “애스주스” 역
- 리사 쿠드로 - 학과장 캐럴 글래드스톤 역
- 해니벌 버리스 - 왓킨스 경관 역
- 홀스턴 세이지 - 브룩 샤이 역
- 앨리 코브린 - 휘트니 역
- 제이슨 맨주커스 - 시어도라키스 의사 역
- 너태샤 러제로 - 본인 역
- 앤디 샘버그, 어키바 섀퍼, 요마 터코니, 애덤 더바인, 앤더스 홈, 제이크 존슨 - 과거 회원 역
- 랜들 박 - AT&T 신규 채용 홍보 역